# شنونة الحبسية
شنونة صلاح الحبسية، (ولدت في 3 يوليو 1993 في مسقط، عمان) عداءة عمانية، وتنافست في دورة الألعاب الأولمبية الصيفية في 2012، خرجت بعد الجولة الأولى.  

## روابط خارجية
- شنونة الحبسية على موقع الاتحاد الدولي لألعاب القوى (الإنجليزية)
- شنونة الحبسية على موقع أوليمبيديا (الإنجليزية)